# Later That Same Year
| Recensione       | Giudizio |
| ---------------- | -------- |
| AllMusic         | [ 1 ]    |
| Robert Christgau | B-       |

Later That Same Year è un album della Matthews' Southern Comfort di Iain Matthews, pubblicato dalla MCA Records nel novembre del 1970 (prima pubblicazione), il disco fu ripubblicato anche nel 1971.
L'album entrò nella chart statunitense (1971) di The Billboard 200 classificandosi fino al settantaduesimo posto, i singoli Mare Take Me Home e Tell Me Why, si piazzarono nella classifica di The Billboard Hot 100 rispettivamente al #96º ed al #98º posto.
Una versione dell'album, pubblicata nel 1971 contiene il brano Woodstock (#1 in GB e #23 in USA), che fu il maggior successo commerciale di Iain Matthews.

## Tracce
Lato A
1. To Love – 4:42 (Gerry Goffin, Carole King)
2. And Me – 4:37 (Ian Matthews)
3. Tell Me Why – 2:03 (Neil Young)
4. Jonah – 4:13 (Carl Barnwell)
5. My Lady – 1:37 (Ian Matthews)
6. And When She Smiles (She Makes the Sun Shine) – 2:16 (Alan C. Anderson)

Durata totale: 19:28
Lato B
1. Mare Take Me Home – 3:44 (Alan C. Anderson)
2. Sylvie – 5:40 (Carl Barnwell)
3. Brand New Tennessee Waltz – 2:59 (Jesse Winchester)
4. For Melanie – 6:45 (Carl Barnwell)
5. Road to Ronderlin – 2:21 (Ian Matthews)

Durata totale: 21:29
LP del 1971, pubblicato (mercato nordamericano) dalla Decca Records (DL 75264)
Lato A
1. Woodstock – 4:26 (Joni Mitchell)
2. To Love – 4:35 (Carole King, Gerry Goffin)
3. And Me – 4:36 (Ian Matthews)
4. Tell Me Why – 2:03 (Neil Young)
5. My Lady – 1:35 (Ian Matthews)
6. And When She Smiles (She Makes the Sun Shine) – 2:09 (Alan C. Anderson)

Durata totale: 19:24
Lato B
1. Mare, Take Me Home – 3:38 (Alan C. Anderson)
2. Sylvie – 6:08 (Carl Barnwell)
3. The Brand New Tennessee Waltz – 2:57 (Jesse Winchester)
4. For Melanie – 6:50 (Carl Barnwell)
5. Road to Ronderlin – 2:18 (Ian Matthews)

Durata totale: 21:51
Edizione CD del 2008, pubblicato dalla BGO Records (BGOCD807)
1. To Love – 4:42 (Carole King, Gerry Goffin)
2. And Me – 4:37 (Ian Matthews)
3. Tell Me Why – 2:03 (Neil Young)
4. Jonah – 4:13 (Carl Barnwell)
5. My Lady – 1:37 (Ian Matthews)
6. And When She Smiles (She Makes the Sun Shine) – 2:16 (Alan C. Anderson)
7. Mare Take Me Home – 3:44 (Alan C. Anderson)
8. Sylvie – 5:40 (Carl Barnwell)
9. Brand New Tennessee Waltz – 2:59 (Jesse Winchester)
10. For Melanie – 6:45 (Carl Barnwell)
11. Road to Ronderlin – 2:21 (Ian Matthews)
12. Woodstock – 4:30 (Joni Mitchell) – Bonus Track
13. The Struggle – 3:50 (Ian Matthews) – Bonus Track
14. Parting – 2:54 (Steve Barlby, Ian Matthews) – Bonus Track
15. Scion – 3:28 (Ian Matthews) – Bonus Track

Durata totale: 55:39

## Musicisti
- Ian Matthews - voce
- Mark Griffiths - chitarra solista
- Carl Barnwell - chitarra
- Gordon Huntley - chitarra steel
- Andy Leigh - basso
- Ray Duffy - batteria

Ospiti
- Roger Coulam - pianoforte
- Tristan Frye - vibrafono
- Keith Nelson - banjo
- Timothy Kraemer - violoncello, arrangiamenti (strumenti a corda)

Note aggiuntive
- Ian Matthews - produttore
- Robin Black - ingegnere del suono